# Кликвяж
Кликвяж — река в России, протекает в Котельничском районе Кировской области. Устье реки находится в 21 км по левому берегу реки Ацвеж. Длина реки составляет 16 км.
Исток реки находится к северо-востоку от деревни Родичи в 13 км к юго-западу от Котельнича. В верховьях река соединена каналами с верховьями Черняницы (бассейн Моломы). Течёт на юго-запад, протекает деревню Замоломцы, после чего входит в ненаселённый лесной массив, где и впадает в Ацвеж. Притоки — Худорша, Боровой Кликвяж (правые).

## Данные водного реестра
По данным государственного водного реестра России относится к Камскому бассейновому округу, водохозяйственный участок реки — Вятка от города Котельнич до водомерного поста посёлка городского типа Аркуль, речной подбассейн реки — Вятка. Речной бассейн реки — Кама.
Код объекта в государственном водном реестре — 10010300412111100036658.